# レネゲイズ (レイジ・アゲインスト・ザ・マシーンのアルバム)
レネゲイズ(Renegades)はアメリカのロックバンド、レイジ・アゲインスト・ザ・マシーンによるカバー・アルバム。ザック・デ・ラ・ロッチャの脱退直後に発表されたが、ボーカルとして参加している。
このアルバムのヴァージョンの「マギーズ・ファーム」は映画『アザー・ガイズ 俺たち踊るハイパー刑事!』のエンドロール中に使われた。
ジャケットの文字「RAGE（怒り）」はロバート・インディアナのポップアート作品『LOVE』のパロディになっている。

## 収録曲
1. マイクロフォン・フィーンド - Microphone fiend (5:01)
エリック・B.&ラキム (1988)
2. ピストル・グリップ・パンプ - Pistol grip pump (3:18)
ヴォリューム10 (1994)
3. キック・アウト・ザ・ジャムズ - Kick out the jams (3:11)
MC5 (1969)
4. レネゲイズ・オブ・ファンク - Renegades of funk (4:35)
アフリカ・バンバータ (1983)
5. ビューティフル・ワールド - Beautiful world (2:35)
ディーヴォ (1981)
6. アイム・ハウジン - I'm housing (4:56)
EPMD (1988)
7. イン・マイ・アイズ - In my eyes (2:54)
マイナー・スレット (1981)
8. ハウ・アイ・クドゥ・ジャスト・キル・ア・マン - How I could just kill a man (4:04)
サイプレス・ヒル (1991)
9. ザ・ゴースト・オブ・トム・ジョード - The ghost of Tom Joad (5:38)
ブルース・スプリングスティーン (1995)
10. ダウン・オン・ザ・ストリート - Down on the street (3:38)
ザ・ストゥージズ (1970)
11. ストリート・ファイティング・マン - Street fighting man (4:42)
ローリング・ストーンズ (1968)
12. マギーズ・ファーム - Maggie's farm (6:54)
ボブ・ディラン (1965)
13. キック・アウト・ザ・ジャムズ（ライヴ） - Kick out the Jams (4:31)
14. ハウ・アイ・クドゥ・ジャスト・キル・ア・マン（ライヴ - feat. B-リアル and セン・ドッグ） - How I Could Just Kill a Man (4:30)